# 卡廖
卡廖（義大利語：Caglio），是意大利科莫省的一个市镇。总面积6.53平方公里，人口445人，人口密度68.1人/平方公里（2009年）。ISTAT代码为013037。